# 寺号
寺号（じごう）は、仏教の寺院の名称。
仏教用語や、その寺に縁のある僧侶や開山の名、またはその寺の開創された時の元号などが用いられる。

## 解説
仏教用語としての例は｢本願寺｣。僧侶や開山の例は｢法然院｣。元号の例は、｢延暦寺｣や｢寛永寺｣。